# Johann Christoph Vogel
Johann Christoph Vogel, noto anche come Fogel (Norimberga, 18 marzo 1756 – Parigi, 28 giugno 1788), è stato un compositore tedesco attivo in Francia.

## Biografia
Figlio del liutaio tedesco Michael Vogel, compì i propri studi nella città natale sotto la guida del violinista e compositore Georg Wilhelm Gruber e successivamente a Ratisbona con Joseph Repiel. Non risulta che egli abbia prestato alcuna attività presso la cappella di corte di Ratisbona, così come erroneamente riferito da alcuni biografi, i quali probabilmente lo confondevano con l'oboista Johann Bartholomäus Vogel.
Nel 1776 si trasferì a Parigi, città nella quale rimase tutta la vita. Entrò dunque al servizio del Duca di Montmorency e successivamente del Conte di Valentinois come cornista. Compose diversi lavori orchestrali e da camera in questo periodo e nel settembre del 1781 mise in scena il suo unico oratorio Jephté ai Concer Spirituel, ottenendo così numerosi consensi. Nel 1786 fu rappresentata anche la sua prima opera, La toison d'or, seguita nel 1788 dalla seconda, Démophon, la quale Vogel iniziò a comporre due anni prima.
Buona parte dei suoi concerti per clarinetto furono composti in collaborazione con l'amico Michel Yost.

## Composizioni

### Musica vocale
- Jephté (oratorio, 1781)
- La toison d'or (tragédie lyrique, libretto di Philippe Desriaux, 1786, Académie Royale de Musique di Parigidove viene rifatta come Médée de Colchos, 1788)
- Démophon (opéra lyrique, libretto di Philippe Desriaux, 1789, Parigi)

### Musica strumentale

#### Musica orchestrali
- Sinfonia in re maggiore (1782 ca.)
- 3 sinfonie (1784 ca.)
- Sinfonia concertante per 2 flauti e orchestra (1781 ca.)
- Sinfonia concertante in do maggiore per clarinetto/oboe e orchestra (1785 ca.)
- Sinfonia concertante in mi maggiore per 2 corni e orchestra (1788 ca.)
- Sinfonia concertante in mi maggiore per 2 corni e orchestra (1790 ca.)
- Concerto per violino (1782)
- 3 concerti per flauto (1781 ca.)
- 2 concerti per oboe (1781 ca.)
- Almeno 13 concerti per clarinetto
- 3 concerti per fagotto (1782)

#### Musica da camera
- 6 quartetti per 2 violini, viola e violoncello (la magg., si magg., do magg., sol magg., re magg., mi magg.; 1787)
- 3 quartetti per fagotto, violino, viola e basso continuo (fa magg., si magg., do magg.; 1786 ca.)
- 6 quartetti per flauto, violino, viola e violoncello (re magg., sol magg., do magg., fa min., la magg., re magg.)
- 6 quartetti per corno, violino, viola e basso continuo
- 6 trii per 2 violini e violoncello (mi magg., do magg., fa magg., re magg., la magg., si magg.; 1779 ca.)
- 6 trii concertanti per 2 violini e violoncello (sol magg., mi magg., re magg., si magg., la magg., do magg.; 1780 ca.)
- 6 duo per 2 fagotti
- 6 duo concertanti per flauto e violino (1782)
- 3 sonate per violino e fortepiano